# Square Gabriel-Fauré
Le square Gabriel-Fauré  est une voie du 17e arrondissement de Paris.

## Situation et accès
Le square commence au 25, rue Legendre et se termine en impasse dans le square Fernand-de-la-Tombelle.
En sens unique, il forme une boucle avec le square Claude-Debussy, nommé en hommage au compositeur contemporain de Fauré. Le square Gabriel Fauré se prolonge entre le square Fernand de la Tombelle et finit en cul-de-sac. Il s'appelle Square Gabriel Fauré prolongé.

## Origine du nom
Il porte le nom du compositeur français Gabriel Fauré (1845-1924).

## Historique
Commencé en 1927 et ouvert par arrêté des 13 et 20 juillet 1932, il est ouvert à la circulation publique par arrêté du 23 juin 1959.

## Bâtiments remarquables et lieux de mémoire
- No 2 : le compositeur Albert Roussel, né le 5 avril 1869 à Tourcoing, a vécu dans cette maison de 1929 à sa mort, survenue le 23 août 1937 à Royan[2]. Plus tard, le peintre Jacques Van den Bussche (1925-2001) y résida de même.